# Красиво (альбом)
«Красиво» (укр. «Красиво») — сьомий студійний альбом української   співачки Тіни Кароль , випущений 2 квітня 2021 року. Альбом був написаний спільно з Аркадієм Александровим, який також виступив саунд-продюсером нової пластинки. Платівка є дев'ятою в дискографії співачки.

## Опис
"Красиво"-це восьмий за рахунком альбом поп-діви, пронизаний свіжим подихом електронної музики. В альбом увійшли 7 нових пісень, включаючи трек "Скандал", кліп на який за місяць зібрав більше 10 мільйонів переглядів на Youtube. 

У новому альбомі Тіна Кароль змінює жанр і стиль виконання, стає вольовою в текстах і музиці.
"Це альбом про сміливу дівчину, яка наповнена різною палітрою почуттів у пошуках своєї любові", - каже артистка.
Альбом був написав у рекордно короткі терміни за півтора місяці в тандемі з Аркадієм Александровим, який також виступив саунд-продюсером нової платівки.
Використовуючи ненав'язливий поп-мотив, замішаний з естетикою кінця 80-х і початок 90-тих, Кароль звертається до жанру діалогу зі слухачем. Подача вокалу співзвучна з манерою виконання соул співачок "нульових".
"Більшість музичного матеріалу було створено з допомогою синтезаторів і семплів. Сміливе злиття потрійних бітів драм-машини, багатство електронного звуку в сукупності з пізнаваним вокалом Тіни", - говорить саунд-продюсер альбому Аркадій Александров.
Співачка також зазначає, що джерелом натхнення для написання альбому служили особисті історії з її життя.

## Просування
На підтримку альбому Тіна Кароль презентувала на своєму Youtube- каналі прем'єру концерту "Красиво" на підтримку однойменного альбому співачки.  Концерт пронизаний свіжим диханням електронної музики, яскравою хореографією і магнетичним вокалом. Режисером концерту виступив Максим Делиергиев, раніше знайомий глядачеві по роботі над музичним фільмом "Тіна Кароль. Інтонації". Творча команда прийняла виклик Тіни зняти концерт в режимі реального часу. Уся творча підготовка до шоу, репетиції проходили онлайн. Сольний концерт "Красиво" був показаний в ефірі каналу 1+1 і зібрав рекордних 1,3 мільйона телеглядачів у екрану (пікова доля перегляду 18) 

## Сингли
З альбому було випущено три сингли:
- «Скандал»[3]
- «Хороший парень»[8]
- «Красиво»[9]

## Відеокліп
| Відеокліп        | Режисер   |
| ---------------- | --------- |
| «Скандал»        | Indy Hait |
| «Хороший парень» | Indy Hait |
| «Красиво»        | Indy Hait |

## Список композицій
| #  | Назва            | Автор слів                      | Автор музики                    | Тривалість |
| -- | ---------------- | ------------------------------- | ------------------------------- | ---------- |
| 1. | «Это любовь»     | Аркадій Александров Тіна Кароль | Тіна Кароль Аркадій Александров | 2:42       |
| 2. | «Хороший парень» | Аркадій Александров Тіна Кароль | Тіна Кароль Аркадій Александров | 3:08       |
| 3. | «Скандал»        | Аркадій Александров Тіна Кароль | Тіна Кароль Аркадій Александров | 2:55       |
| 4. | «Любовники»      | Аркадій Александров Тіна Кароль | Тіна Кароль Аркадій Александров | 2:44       |
| 5. | «Красиво»        | Аркадій Александров Тіна Кароль | Тіна Кароль Аркадій Александров | 3:16       |
| 6. | «Девочка»        | Аркадій Александров Тіна Кароль | Тіна Кароль Аркадій Александров | 3:26       |
| 7. | «Бегу»           | Аркадій Александров Тіна Кароль | Тіна Кароль Аркадій Александров | 3:25       |